# Vedapatti
Vedapatti è una suddivisione dell'India, classificata come town panchayat, di 9.545 abitanti, situata nel distretto di Coimbatore, nello stato federato del Tamil Nadu. In base al numero di abitanti la città rientra nella classe V (da 5.000 a 9.999 persone).

## Geografia fisica
La città è situata a 11° 00' 00 N e 76° 53' 38 E.

## Società

### Evoluzione demografica
Al censimento del 2001 la popolazione di Vedapatti assommava a 9.545 persone, delle quali 4.897 maschi e 4.648 femmine. I bambini di età inferiore o uguale ai sei anni assommavano a 930, dei quali 490 maschi e 440 femmine. Infine, coloro che erano in grado di saper almeno leggere e scrivere erano 6.463, dei quali 3.584 maschi e 2.879 femmine.